# HCM-6A

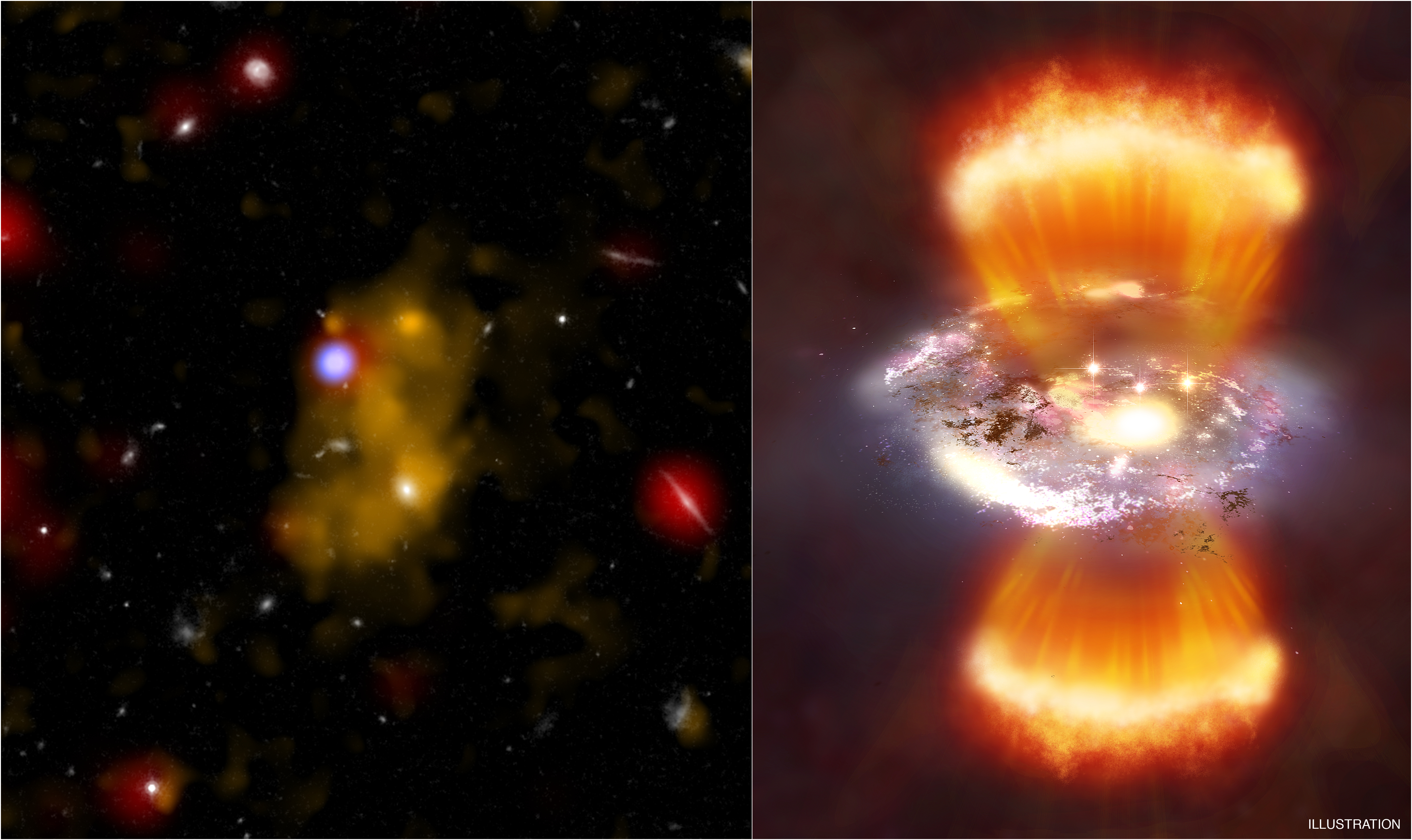
HCM-6A

HCM-6A 是夏威夷大學Esther Hu所領導的團隊，使用坐落在夏威夷的凱克II望遠鏡，在2002年發現的一個星系。HCM-6A位在鯨魚座的阿貝爾370星系團後方，靠近M77之處。天文學家利用阿貝爾370的引力透鏡效應獲得該天體更清晰的影像。
HCM-6A是當時所知發現的最遙遠天體。它超出了之前所知最遙遠的一般星系SSA22−HCM1（z = 5.74）、類星體SDSSp J103027.10+052455.0（z = 6.28），成為最遙遠的天體。在2003年，發現的SDF J132418.3+271455（z = 6.578）又取代它成為已知最遙遠的天體和最遙遠一般星系的頭銜。